# Juan Ignacio Maegli
Juan Ignacio Maegli, né le 21 juillet 1988, est un sportif du Guatemala. Il pratique la voile. Il a notamment été porte-drapeau du Guatemala lors des Jeux Olympiques de 2012 de Londres. Le 23 juin 2021, il est nommé porte-drapeau de la délégation guatémaltèque pour la cérémonie d'ouverture des Jeux olympiques d'été de 2020 à Tokyo.